# Viadotto Sfalassà
Il viadotto Sfalassà (noto anche come Ponte di Bagnara) è un viadotto italiano con struttura mista in acciaio-calcestruzzo armato, situato nei pressi di Bagnara Calabra sull'autostrada Salerno-Reggio Calabria.
Fu aperto al traffico nel dicembre del 1972, come parte dell' A3 Salerno - Reggio Calabria. 
A settembre 2020 risulta essere il ponte ad arco portale spingente più alto al mondo, nonché il 3º ponte più alto d'Europa (dopo il Viadotto di Millau e il Viadotto Italia) e il 43º più alto al mondo.
Progettato da Silvano Zorzi nel 1967 assieme a Sabatino Procaccia e a Lucio Lonardo (Studio In.Co. Milano), l'opera era lunga 893 metri (742 m Sfalassà-151 m Vardaru I), alta dal fondovalle alla sede stradale 253.78 metri e con una campata centrale con luce di circa 376 metri.  
Lo Sfalassà ha inoltre vinto per ben tre volte durante la sua costruzione (rispettivamente nel 1968, nel 1970 e nel 1972, record tuttora imbattuto) il "CECM European Award", massimo riconoscimento europeo per le grandi opere.  
Dopo il lavoro di ammodernamento che ha visto demolire i viadotti d'accesso curvilinei in luogo di nuove sopraelevazioni completamente dritte e che imboccano nei nuovi tunnel, la lunghezza è scesa fino a 769 metri sulla carreggiata nord e 771 sulla carreggiata sud, con corsie d'emergenza per una parte delle due carreggiate, preservando però la parte centrale ammodernata senza corsia di emergenza.